# Obalni turizem
Obalni turizem je oblika turizma, ki vključuje vse turistične aktivnosti na plaži (npr. kopanje, sončenje, ribolov, itd.) in druge rekreacijske dejavnosti v obalnih območjih (npr. akvariji in muzeji). 

## Geografija
V geografskem smislu se obalni turizem odvija na obalnih območjih, ki so opredeljena kot ozemlje, ki meji na morje ali pa je vsaj polovično znotraj 10 kilometrov od obale. Obalna območja Evropske unije so zaradi izjemne lepote, kulturnega bogastva in raznolikosti med najbolj priljubljenimi počitniškimi destinacijami za številne evropske in tuje turiste.

## Zgodovina
Prve zaznave obalnega turizma segajo v 19. stoletje, ko so bogatejši meščani in plemstvo Severne Evrope začeli potovati na južne evropske obale, zaradi toplejšega in bolj sončnega vremena. Množični obalni turizem pa je postal popularen v poznih 50-ih letih dvajsetega stoletja, na otokih in obalnih območjih evropskega Mediterana. V času te povojne blaginje so ljudje, iz različnih družbenih slojev, lahko začeli potovati v višjem številu, zlasti zaradi višjih plač, daljšega in plačanega dopusta, različnih cenovno ugodnih počitniških paketov ter zaradi tehnoloških inovacij na področju transporta (npr. ponudba komercialnih letov).

## Gospodarstvo
Obalni turizem je tako pomembna turistična panoga, ki skopaj s pomorskim turizmom zaposljuje več kot 3,2 milijona ljudi in tako ustvari za 183 miljard evrov bruto dodane vrednosti, kar je več kot tretjina vrednosti celotnega pomorskega gospodarstva. Poleg tega je v obalnih krajih je kar 51 % vseh evropskih hotelskih in drugih nastanitvenih zmogljivosti. Torej gre za zelo velik podsektor turizma, ki med seboj povezuje različne gospodarske panoge  ( npr. promet, industrijo, gradbeništvo, obrt in trgovino).